# Renfe série 261
La série 261 de la Renfe, originellement dénommée série 6100, est une série de 6 locomotives électriques de la Compagnie du Nord construites en 1924 par la Sociedad Española de Construcción Naval, Westinghouse et Baldwin.
Elles étaient utilisées, comme les locomotives de la série 260, sur la ligne du col de Pasajes (ligne Venta de Baños - Gijón).  Elles ont servi jusque dans les années 1950 où elles ont cédé la place à des machines plus puissantes.